# Мислителят
Мислителят (на френски: Le Penseur) е една от най-известните скулптури на френския скулптор Огюст Роден. Той работи над нея от 1880 г. до 1882 г. Оригиналът на скулптурата се намира в музея „Роден“ в Париж.

## История
По първоначалния замисъл на Роден скулптурата се нарича Поет и е част от композицията Вратите на ада по мотиви на Божествената комедия, като изобразява Данте. С течение на работата си Роден променя образа като го прави образ на твореца изобщо.

## Копия
Оригиналът на скулптурата е собственост на Музей Роден в Париж, и едно копие се намира на гроба на художника в Мьодон. Фигурата е с височина 72 см. и е направена от бронз и е фино полирана и патинирана. През 1902 г. скулптурата е увеличена до 181 см. височина. Тази монументална версия е първото произведение на Роден на открито. Съществуват над 20 бронзови и гипсови копия в различни градове. Има бронзово копие на входа на Колумбийския университет и др.
Копие в естествена големина има в миналото и пред Световния Търговски център в Ню Йорк. Тя устоява при падането на северната кула, но по-късно е открадната.
- Бронзово копие в Копенхаген
- На входа на музея на Роден във Филаделфия
- Мислителят в горната част на рамката на Вратите на ада в Музея Роден